# Transfiguratiekathedraal (Odessa)
De Kathedraal van de Heilige Transfiguratie (Oekraïens: Спасо-Преображенський собор) is een Oekraïens-orthodoxe kathedraal in de Oekraïense stad Odessa.

## Geschiedenis
Tsarina Catharina de Grote, grondlegger van de stad Odessa, gaf opdracht tot de bouw van een kerk die aan de Transfiguratie van de Heer diende te worden gewijd. Met de bouw werd in 1795 begonnen. Na de troonsbestijging van Paul I kwam de bouw voor enige jaren stil te staan. Onder het gouverneurschap van Michail Vorontsov werd de bouw weer vlotgetrokken en voortvarend voortgezet. Enkele jaren later, in 1827, kwam de bouw van de kathedraal gereed, voorlopig met een vrijstaande klokkentoren. In de loop van de 19e eeuw vonden er echter nog belangrijke uitbreidingen van het bouwwerk plaats, waarbij de klokkentoren onderdeel werd van de kathedraal. Daarmee werd de kathedraal een van de grootste orthodoxe kerken die plaats bood aan maar liefst 9.000 gelovigen.

### Sovjet-periode
Na de installatie van het Sovjet-regime werd de kathedraal in 1919 geplunderd en in 1932 gesloten. De atheïstische autoriteiten miskenden de architectonische waarde van het gebouw en dus werd de kathedraal in mei 1936 opgeblazen. Al binnen enkele jaren, toen tijdens de Tweede Wereldoorlog Odessa bezet werd door Roemenië, zinspeelde men weer over de herbouw van de kathedraal.

### Herbouw
De hoop op herbouw duurde langer, maar na de val van de Sovjet-Unie kon in 1999 eindelijk worden begonnen aan de gewenste herbouw van de kathedraal. Reeds in juli 2010 kon de nieuwbouw door Kirill, Patriarch van Moskou en heel Rusland, worden gewijd. De reconstructie van de kathedraal werd mogelijk gemaakt door giften van particulieren en bedrijven. De Transfiguratiekathedraal is een van de meest aansprekende voorbeelden van de wedergeboorte van religieuze bouwwerken na de planmatige verwoesting van kerken en kathedralen tijdens de Sovjet-periode.
In 2023 raakte de kathedraal zwaar beschadigd door een Russische raketaanval tijdens de Russisch-Oekraïense Oorlog.

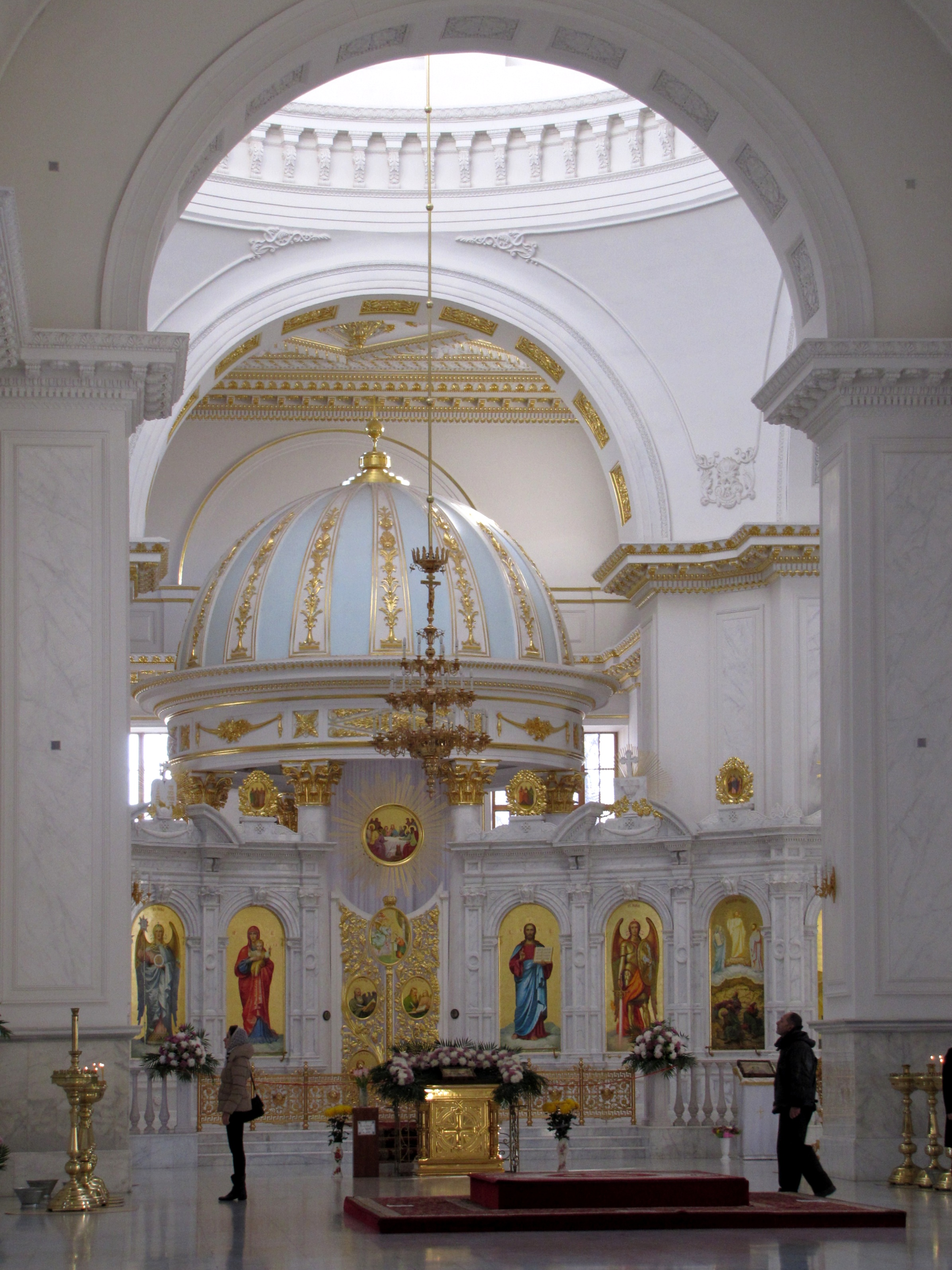
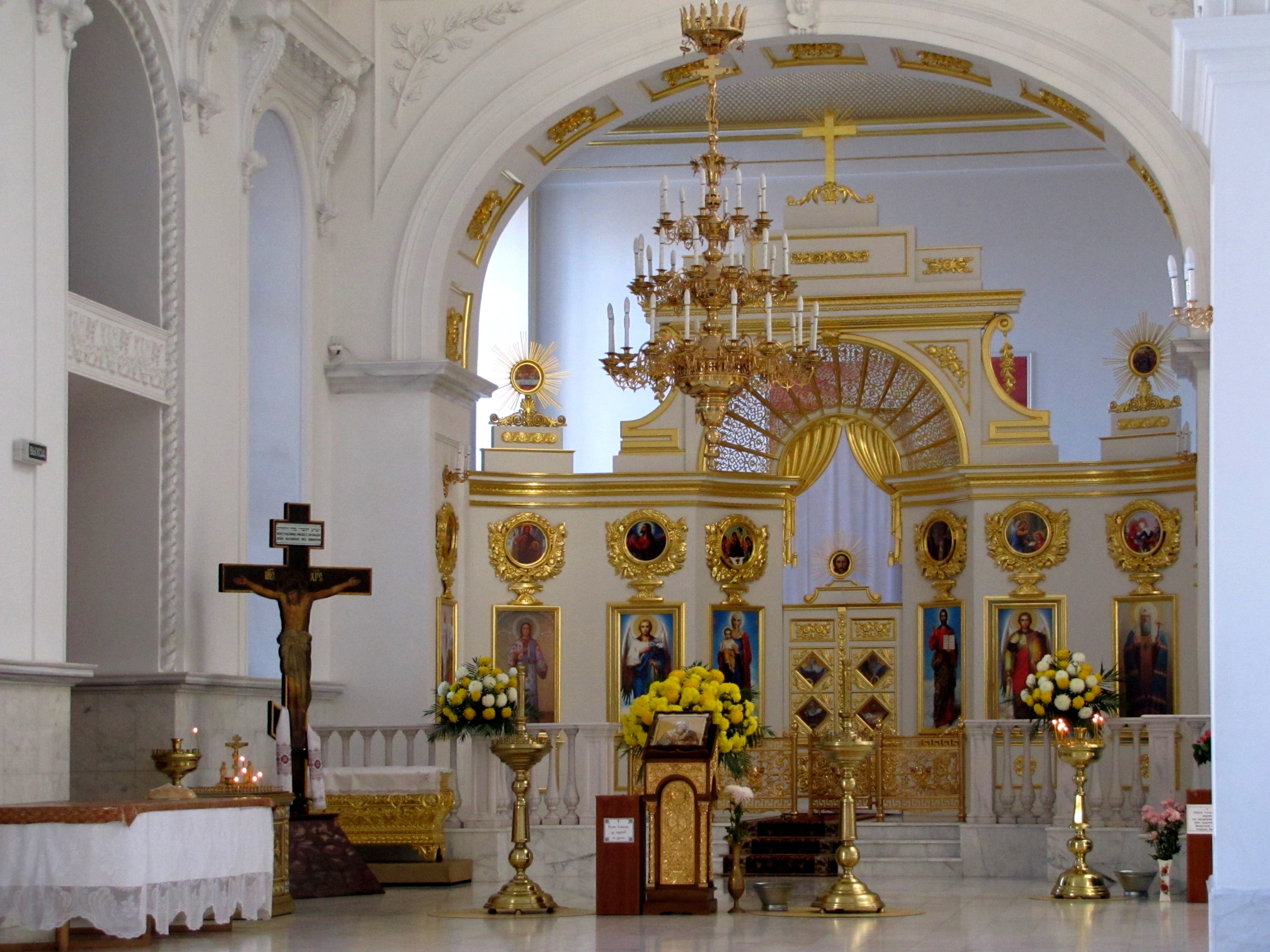
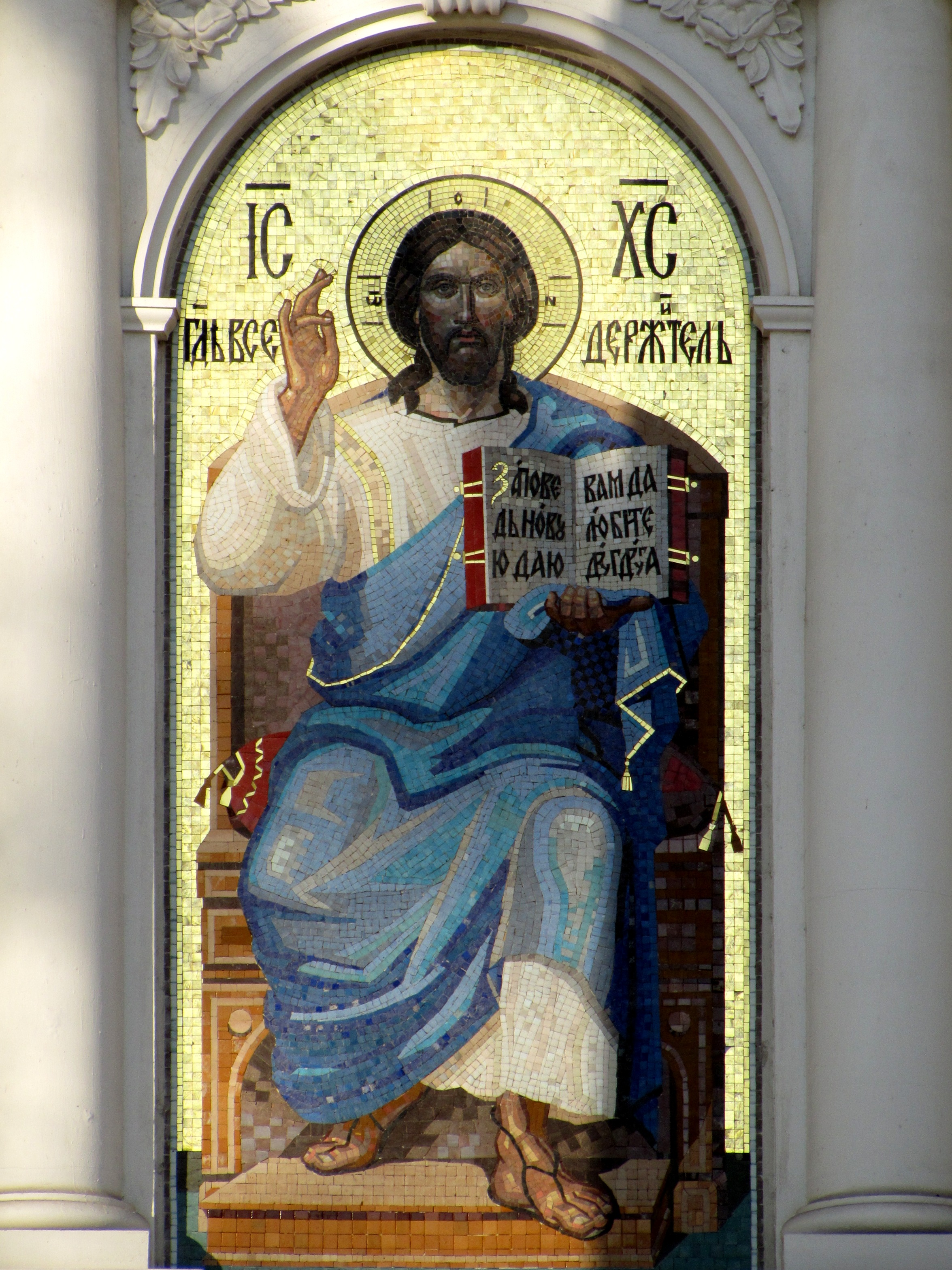
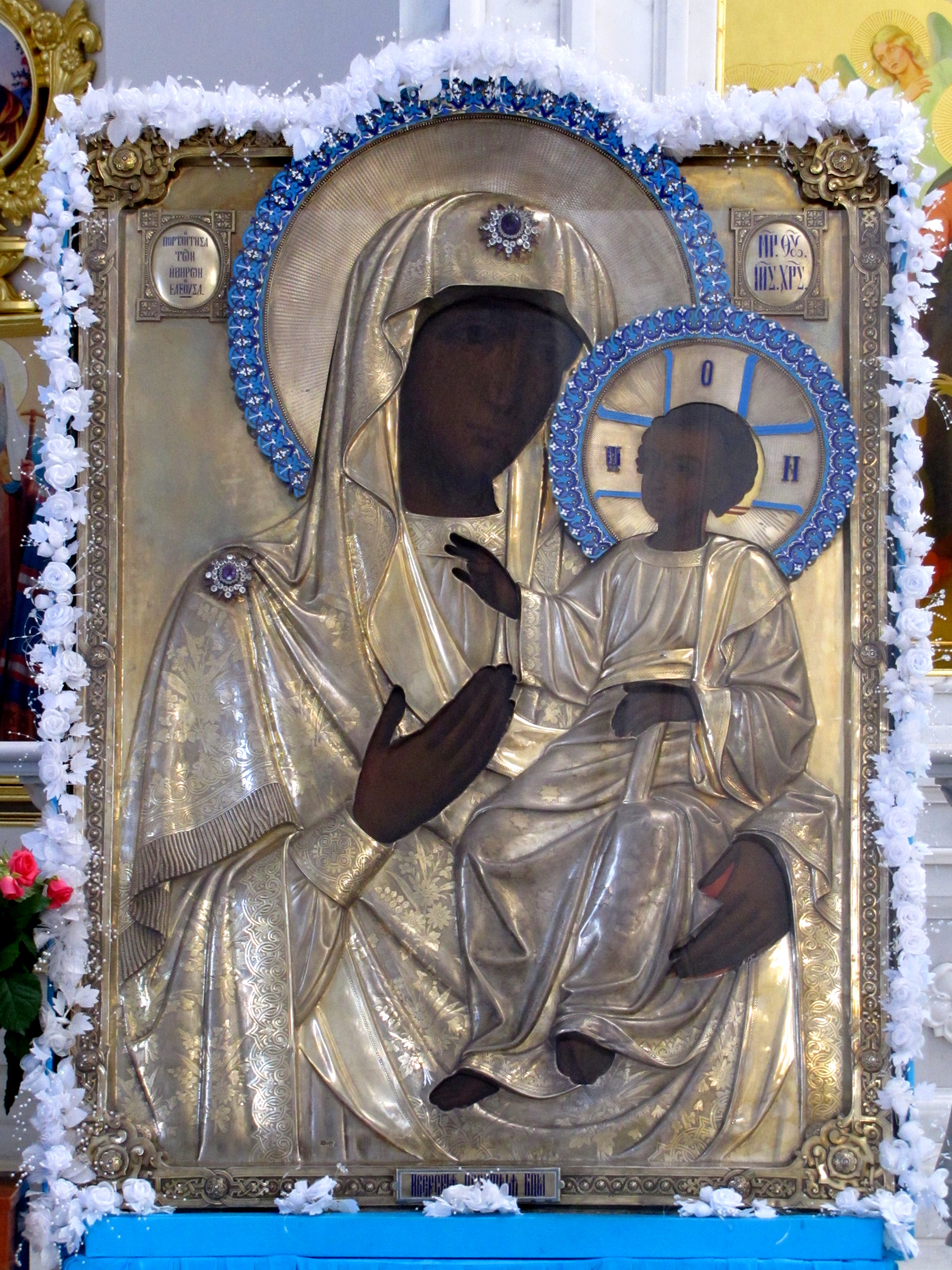
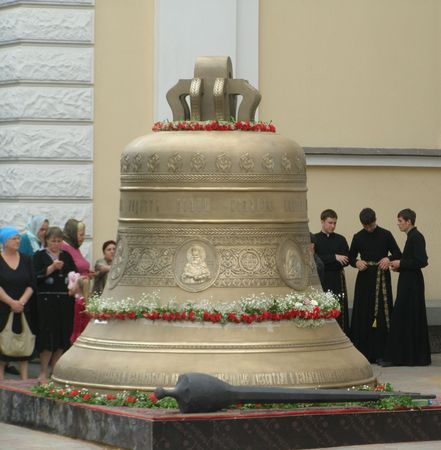
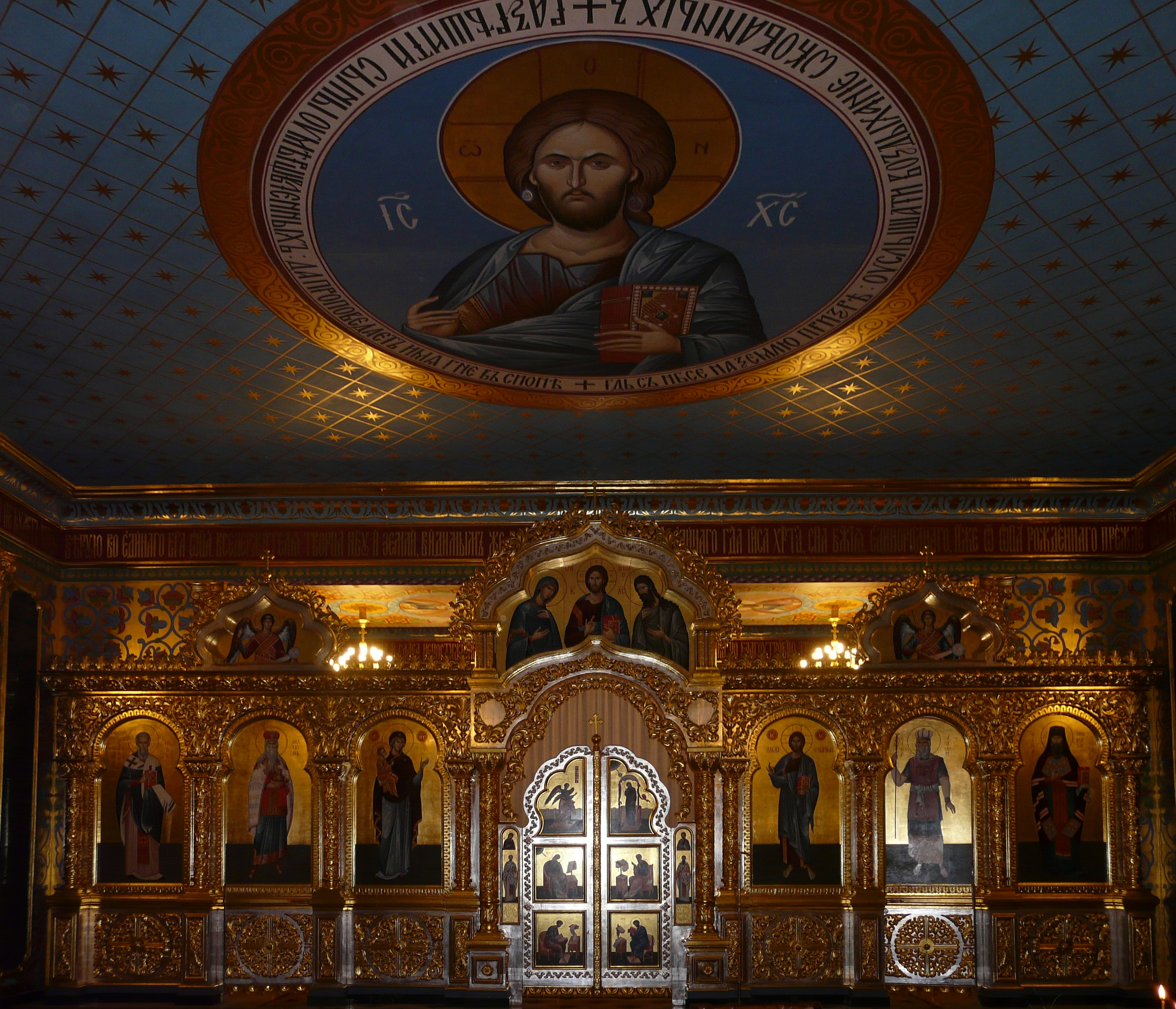